# Luigi Centoz
Luigi Centoz (* 2. April 1883 in Saint-Pierre, Aostatal, Italien; † 28. Oktober 1969) war ein Kurienerzbischof der römisch-katholischen Kirche.

## Leben
Luigi Centoz empfing am 9. Juni 1906 das Sakrament der Priesterweihe.
Am 28. Januar 1932 ernannte ihn Papst Pius XI. zum Titularerzbischof von Edessa in Osrhoëne und bestellte ihn zum Apostolischen Nuntius in Bolivien. Kardinalstaatssekretär Eugenio Pacelli spendete ihm am 14. Februar desselben Jahres die Bischofsweihe; Mitkonsekratoren waren die Kurienerzbischöfe Giuseppe Pizzardo und Giuseppe Rossino. Am 14. September 1936 wurde Luigi Centoz Apostolischer Nuntius in Venezuela. Papst Pius XII. ernannte ihn am 19. Februar 1940 zum Apostolischen Nuntius in Litauen. Am 3. Dezember 1941 wurde Centoz Apostolischer Nuntius in Costa Rica, Nicaragua und Panama. Er trat am 4. Oktober 1948 als Apostolischer Nuntius in Nicaragua zurück. Am 26. April 1952 ernannte ihn Pius XII. zum Mitarbeiter im Staatssekretariat des Heiligen Stuhls. Luigi Centoz wurde am 29. November 1954 Apostolischer Nuntius in Kuba. Papst Johannes XXIII. ernannte ihn am 5. Juli 1962 zum Vize-Kämmerer der Apostolischen Kammer.
Luigi Centoz nahm an allen vier Sitzungsperioden des Zweiten Vatikanischen Konzils teil.